# Simone Peterzano

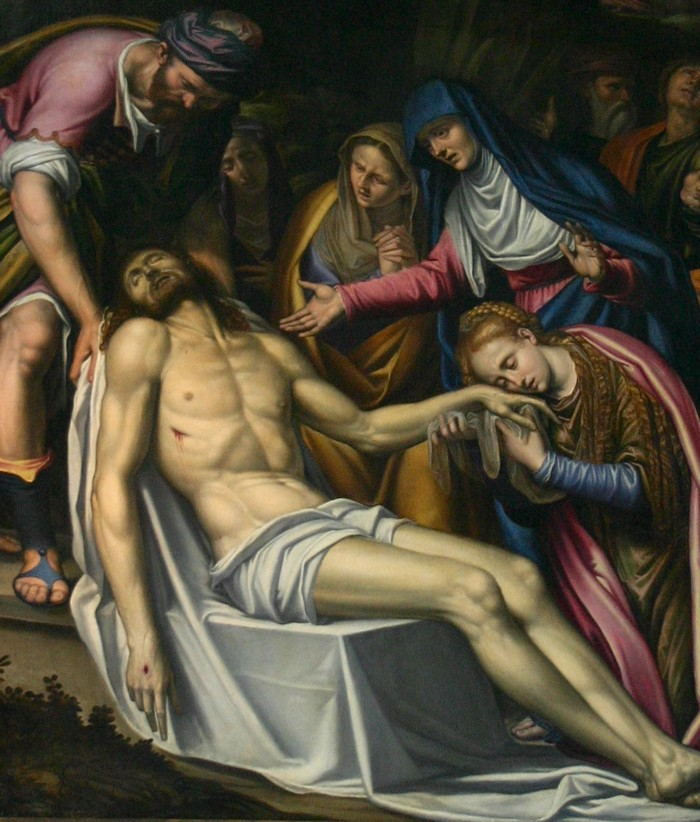
Deposición de Cristo, Iglesia de San Fedele, Milán.

Simone Peterzano (Bérgamo c. 1540-c. 1596). Pintor italiano, enmarcado en el estilo manierista. Debe su fama a haber sido el maestro de Caravaggio.
Él mismo fue discípulo de Tiziano en Venecia. Su primer encargo de cierta importancia fue la realización de los frescos del monasterio de San Mauricio, en Milán, obra del año 1573, donde se evidencia la influencia ejercida en él por el Veronés y por Tintoretto. Por la misma época pintó para la iglesia de San Bernabé de Milán dos lienzos conocidos como Historias de San Pablo y Bernabé. La obra más destacable de sus últimos años es el fresso con las Historias de San Antonio de Padua, en la iglesia de San Angelo de Milán.

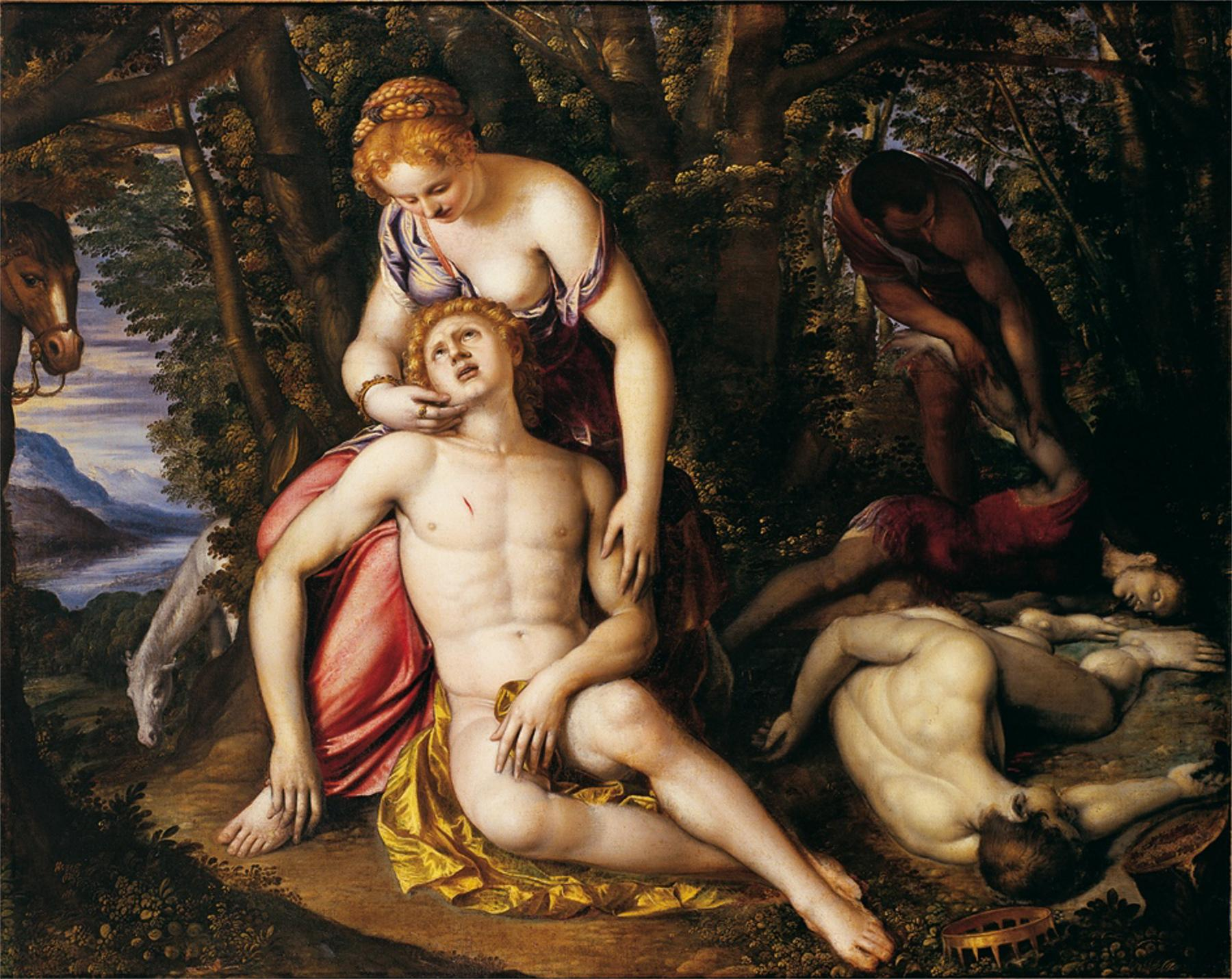
Angelica y Medoro (colección privada).

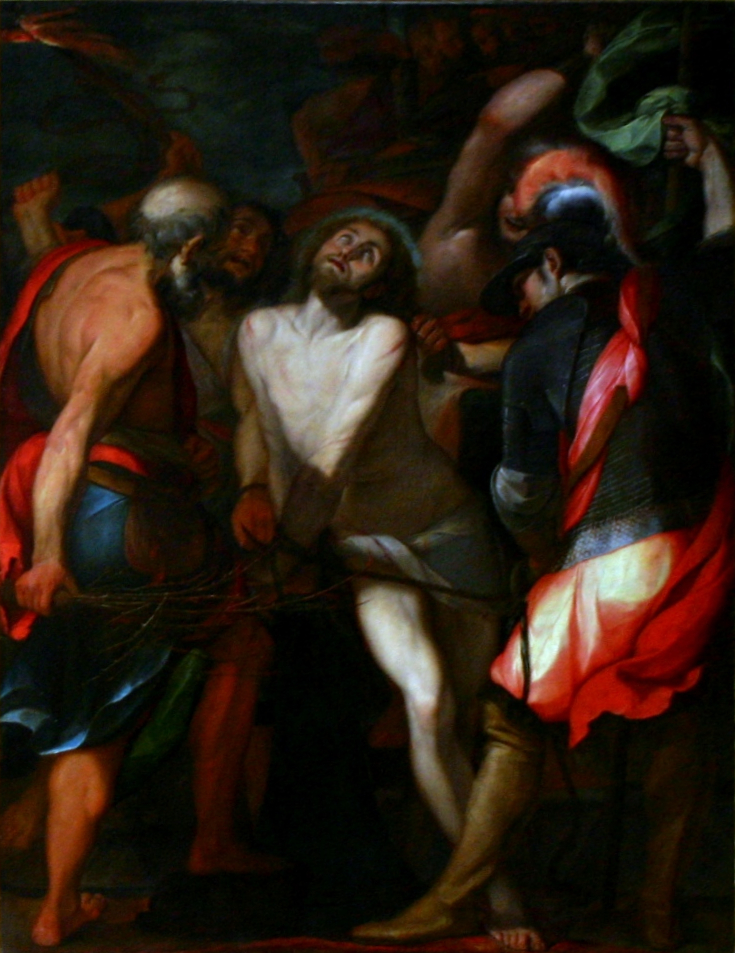
Cristo alla colonna (ca. 1610), Iglesia de Santa Maria de la Pasión (Milán)